# Mollington (Oxfordshire)
Pour les articles homonymes, voir Mollington.
Mollington est un village et une paroisse civile de l'Oxfordshire, en Angleterre. Il est situé tout au nord du comté, à 6 km au nord de la ville de Banbury. Administrativement, il relève du district de Cherwell. Au recensement de 2011, il comptait 479 habitants.

## Étymologie
Le nom Mollington se compose d'un nom d'homme auquel sont suffixés les éléments -ing et -tūn. Il désigne ainsi une ferme ou un manoir associés à un individu nommé Moll. Il est attesté sous la forme Mollitone dans le Domesday Book, compilé en 1086.

## Histoire
Le manoir de Mollington est mentionné (sous la forme Mollintune) dans le testament du prince Æthelstan Ætheling, mort en 1014, qui le lègue à son père, le roi Æthelred le Malavisé.